# Championnat du monde de snooker amateur
Cette page concerne le tournoi amateur. Pour le tournoi professionnel, voir Championnat du monde de snooker.

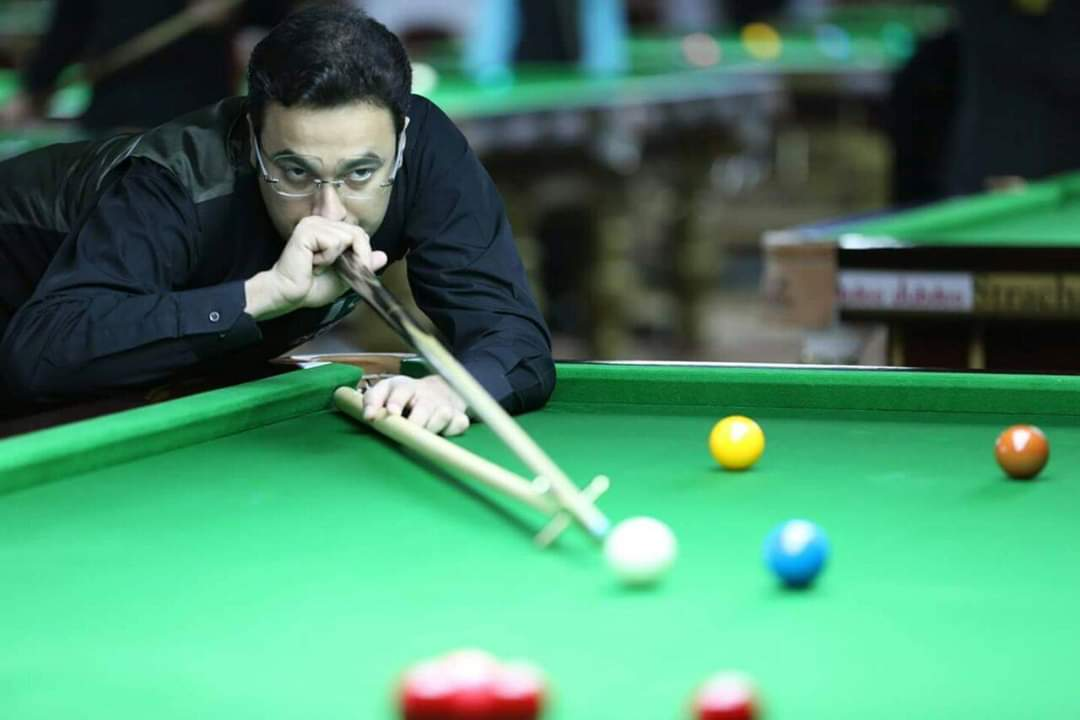

Le championnat du monde de snooker amateur est le premier tournoi de snooker non professionnel au monde. Il est organisé par la Fédération internationale de billard et de snooker (IBSF).

## Histoire
Le championnat du monde amateur est organisé pour la première fois en 1963. Lors des deux premières éditions, le titre est décidé par une phase de groupes. De 1968 à aujourd'hui, la phase de groupe est suivie d'une phase à élimination directe. Depuis 1984, le tournoi a lieu chaque année.
En 2014, Yan Bingtao, 14 ans, bat le Pakistanais Muhammad Sajjad (8-7), devenant ainsi le plus jeune champion du monde de snooker.
Un certain nombre de champions ont connu une carrière réussie dans les rangs professionnels, notamment Jimmy White (1980), James Wattana (1988), Ken Doherty (1989), Stuart Bingham (1996), Marco Fu (1997), Stephen Maguire (2000) et Mark Allen (2004). Ken Doherty (en 1997) et Stuart Bingham (en 2015) ont tous deux remporté le championnat du monde de snooker professionnel.

## Palmarès
| Année | Lieu                           | Gagnant                  | Finaliste               | Score |
| ----- | ------------------------------ | ------------------------ | ----------------------- | ----- |
| 1963  | Calcutta, Inde                 | Gary Owen                | Frank Harris            | –     |
| 1966  | Karachi, Pakistan              | Gary Owen (2)            | John Spencer            | –     |
| 1968  | Sydney, Australie              | David Taylor             | Max Williams            | 8–7   |
| 1970  | Édimbourg, Écosse              | Jonathon Barron          | Sid Hood                | 11–7  |
| 1972  | Cardiff, Pays de Galles        | Ray Edmonds              | Manuel Francisco        | 11–10 |
| 1974  | Dublin, Irlande                | Ray Edmonds (2)          | Geoff Thomas            | 11–9  |
| 1976  | Johannesbourg, Afrique du Sud  | Doug Mountjoy            | Paul Mifsud             | 11–1  |
| 1978  | Ir-Rabat, Malte                | Cliff Wilson             | Joe Johnson             | 11–5  |
| 1980  | Launceston, Australie          | Jimmy White              | Ron Atkins              | 11–2  |
| 1982  | Calgary, Canada                | Terry Parsons            | Jim Bear                | 11–8  |
| 1984  | Dublin, Irlande                | Omprakesh Agrawal        | Terry Parsons           | 11–7  |
| 1985  | Blackpool, Angleterre          | Paul Mifsud              | Dilwyn John             | 11–6  |
| 1986  | Invercargill, Nouvelle-Zélande | Paul Mifsud (2)          | Kerry Jones             | 11–9  |
| 1987  | Bangalore, Inde                | Darren Morgan            | Joe Grech               | 11–4  |
| 1988  | Sydney, Australie              | James Wattana            | Barry Pinches           | 11–8  |
| 1989  | Singapour                      | Ken Doherty              | Jonathan Birch          | 11–2  |
| 1990  | Colombo, Sri Lanka             | Stephen O'Connor         | Steve Lemmens           | 11–8  |
| 1991  | Bangkok, Thaïlande             | Noppadon Noppachorn      | Dominic Dale            | 11–8  |
| 1992  | Malte                          | Neil Mosley              | Leonardo Andam          | 11–2  |
| 1993  | Karachi, Pakistan              | Chuchart Triritanapradit | Praput Chaithanasakun   | 11–6  |
| 1994  | Johannesbourg, Afrique du Sud  | Mohammed Yousuf          | Johannes R. Johannesson | 11–9  |
| 1995  | Bristol, Angleterre            | Sakchai Sim-Ngam         | David Lilley            | 11–7  |
| 1996  | New Plymouth, Nouvelle-Zélande | Stuart Bingham           | Stan Gorski             | 11–5  |
| 1997  | Bulawayo, Zimbabwe             | Marco Fu                 | Stuart Bingham          | 11–10 |
| 1998  | Canton, Chine                  | Luke Simmonds            | Ryan Day                | 11–10 |
| 1999  | Papouasie-Nouvelle-Guinée      | Ian Preece               | David Lilley            | 11–8  |
| 2000  | Changchun, Chine               | Stephen Maguire          | Luke Fisher             | 11–5  |
| 2002  | Le Caire, Égypte               | Steve Mifsud             | Tim English             | 11–6  |
| 2003  | Jiangmen, Chine                | Pankaj Advani            | Saleh Mohammad          | 11–5  |
| 2004  | Veldhoven, Pays-Bas            | Mark Allen               | Steve Mifsud            | 11–6  |
| 2006  | Prestatyn, Pays de Galles      | Michael White            | Mark Boyle              | 11–5  |
| 2006  | Amman, Jordanie                | Kurt Maflin              | Daniel Ward             | 11–8  |
| 2007  | Nakhon Ratchasima, Thaïlande   | Atthasit Mahitthi        | Passakorn Suwannawat    | 11–7  |
| 2008  | Wels, Autriche                 | Thepchaiya Un-Nooh       | Colm Gilcreest          | 11–7  |
| 2009  | Hyderabad, Inde                | Alfie Burden             | Igor Figueiredo         | 10–8  |
| 2010  | Damas, Syrie                   | Dechawat Poomjaeng       | Pankaj Advani           | 10–7  |
| 2011  | Bangalore, Inde                | Hossein Vafaei           | Lee Walker              | 10–9  |
| 2012  | Sofia, Bulgarie                | Mohammad Asif            | Gary Wilson             | 10–8  |
| 2013  | Daugavpils, Lettonie           | Zhou Yuelong             | Zhao Xintong            | 8–4   |
| 2014  | Bangalore, Inde                | Yan Bingtao              | Muhammad Sajjad         | 8–7   |
| 2015  | Hurghada, Égypte               | Pankaj Advani (2)        | Zhao Xintong            | 8–6   |
| 2016  | Doha, Qatar                    | Soheil Vahedi            | Andrew Pagett           | 8–1   |
| 2017  | Doha, Qatar                    | Pankaj Advani (3)        | Amir Sarkhosh           | 8–2   |
| 2018  | Rangoun, Birmanie              | Chang Bingyu             | He Guoqiang             | 8–3   |
| 2019  | Antalya, Turquie               | Muhammad Asif            | Jefrey Roda             | 8–5   |
| 2021  | Doha, Qatar                    | Ahsan Ramzan             | Amir Sarkhosh           | 6–5   |
| 2022  | Antalya, Turquie               | Lim Kok Leong            | Amir Sarkhosh           | 5–0   |
| 2023  | Doha, Qatar                    | Ali Alobaidli            | Ka Wai Cheung           | 6–1   |

## Bilan par pays
| Pays            | Joueur | Total | Premier titre | Dernier titre |
| --------------- | ------ | ----- | ------------- | ------------- |
| Angleterre      | 8      | 9     | 1968          | 2009          |
| Pays de Galles  | 7      | 8     | 1963          | 2006          |
| Thaïlande       | 7      | 7     | 1988          | 2010          |
| Inde            | 2      | 4     | 1984          | 2017          |
| Pakistan        | 3      | 4     | 1994          | 2021          |
| Chine           | 3      | 3     | 2013          | 2018          |
| Irlande         | 2      | 2     | 1989          | 1990          |
| Iran            | 2      | 2     | 2011          | 2016          |
| Malte           | 1      | 2     | 1985          | 1986          |
| Hong Kong       | 1      | 1     | 1997          | 1997          |
| Écosse          | 1      | 1     | 2000          | 2000          |
| Australie       | 1      | 1     | 2002          | 2002          |
| Irlande du Nord | 1      | 1     | 2004          | 2004          |
| Norvège         | 1      | 1     | 2006          | 2006          |
| Malaisie        | 1      | 1     | 2022          | 2022          |
| Qatar           | 1      | 1     | 2023          | 2023          |